# Cadence Design Systems
Cadence Design Systems, Inc. er en amerikansk producent af software, udstyr og silicium-strukturer til design af integrerede kredsløb i halvleder-industrien. Den blev etableret i 1988 og har hovedkvarter i San Jose, Californien.